# Municipi de Kerteminde
El municipi de Kerteminde és un municipi danès que va ser creat l'1 de gener del 2007 com a part de la Reforma Municipal Danesa, integrant els antics municipis de Munkebo, Langeskov i Kerteminde. El municipi és situat al nord-est de l'illa de Fiònia, al sud del fiord d'Odense, a l'estret del Gran Belt i forma part de la Regió de Syddanmark, abastant una superfície de 206 km². L'illa de Romsø també forma part del municipi.
La seu administrativa del municipi és a Kerteminde (5.680 habitants el 2009). Altres poblacions del municipi són:
- Birkende
- Dalby
- Langeskov
- Marslev
- Mesinge
- Munkebo
- Revninge
- Rønninge
- Rynkeby
- Vejruplund

## Consell municipal
Resultats de les eleccions del 18 de novembre del 2009:
| Partit                       | vots | % vots |
| ---------------------------- | ---- | ------ |
| Socialdemokratiet            | 3709 | 28.1   |
| Det Radikale Venstre         | 272  | 2.1    |
| Det Konservative Folkeparti  | 1497 | 11.3   |
| Socialistisk Folkeparti      | 2549 | 19.3   |
| Kristendemokraterne          | 28   | 0.2    |
| Dansk Folkeparti             | 1218 | 9.2    |
| Borgerlisten                 | 1660 | 12.6   |
| Retfærdighedspartiet         | 6    | 0.0    |
| Venstre                      | 2120 | 16.1   |
| Enhedslisten - De Rød-Grønne | 136  | 1.0    |

### Alcaldes
| Alcalde                 | Període               | Partit            |
| ----------------------- | --------------------- | ----------------- |
| Palle Hansborg-Sørensen | 1-1-2007 a 31-12-2009 | Socialdemokratiet |
| Sonja Rasmussen         | 1-1-2010 a 31-12-2013 | Løsgænger         |